# Melithaea serrata
Melithaea serrata is een zachte koraalsoort uit de familie Melithaeidae. De koraalsoort komt uit het geslacht Melithaea. Melithaea serrata werd in 1884 voor het eerst wetenschappelijk beschreven door Ridley. 